# سم (فیلم)
«سم» (انگلیسی: Poison (film)) فیلمی در ژانر ترسناک و علمی–تخیلی به کارگردانی تاد هینز است که در سال ۱۹۹۱ منتشر شد. از بازیگران آن می‌توان به جان لگویزمائو اشاره کرد.